# Ladina Caviezel
Ladina Caviezel (* 10. Juni 1993 in Glarus als Ladina Jenny) ist eine Schweizer Snowboarderin und dreifache Olympionikin (2014, 2018, 2022). Sie startet in den Paralleldisziplinen Slalom und Riesenslalom.

## Werdegang
Ladina Jenny hatte ihren ersten internationalen Erfolg im Januar 2009 beim Europäischen Olympischen Winter-Jugendfestival 2009 in Szczyrk. Dort gewann sie Bronze im Parallel-Riesenslalom. Ihr erstes Weltcuprennen fuhr sie im Januar 2010 am Kreischberg und belegte dabei den 28. Platz im Parallel-Riesenslalom.
Seit 2008 startet sie ebenfalls im Europacup. Dabei erreichte sie bisher 20 Podestplatzierungen, davon fünf Siege. In der Saison 2011/12 errang sie den vierten und in der Saison 2012/13 und 2015/16 jeweils den zweiten Platz in der Cup-Parallelwertung. Im Januar 2014 kam sie im Weltcup in Bad Gastein mit den Plätzen zehn und sechs im Parallelslalom erstmals unter die ersten zehn. Bei den Olympischen Winterspielen 2014 in Sotschi errang sie den 24. Platz im Parallelslalom und den 14. Rang im Parallel-Riesenslalom. Im folgenden Jahr belegte sie bei den Snowboard-Weltmeisterschaften 2015 am Kreischberg den 24. Platz im Parallel-Riesenslalom und den 19. Rang im Parallelslalom.
Zu Beginn der Saison 2015/16 erreichte sie in Carezza mit dem zweiten Platz im Parallel-Riesenslalom ihre erste Podestplatzierung im Weltcup. Im weiteren Saisonverlauf kam sie im Weltcup viermal unter die ersten zehn, darunter Platz zwei in Moskau, und erreichte zum Saisonende im Parallel-Riesenslalom-Weltcup, im Parallelslalom-Weltcup und im Parallelweltcup jeweils den vierten Platz. Im Europacup errang sie vier Podestplatzierungen, davon einen Sieg, und erreichte den dritten Platz in der Parallel-Riesenslalom-Wertung und jeweils den zweiten Rang in der Parallelslalom- und der Parallelwertung.
In der Saison 2016/17 erreichte sie bei neun Weltcupteilnahmen zwei Top-Zehn-Platzierungen. Dabei belegte sie im Parallel-Riesenslalom in Bansko den dritten Platz und zum Saisonende den 16. Platz im Parallelweltcup. Beim Saisonhöhepunkt, den Snowboard-Weltmeisterschaften 2017 in Sierra Nevada, errang sie den 33. Platz im Parallelslalom und den 17. Platz im Parallel-Riesenslalom. Im April 2017 wurde sie Schweizer Meisterin im Parallel-Riesenslalom neben Nevin Galmarini bei den Männern. In der folgenden Saison errang sie mit fünf Top-Zehn-Ergebnissen, darunter Platz drei im Parallel-Riesenslalom in Lackenhof und in Scuol, den zwölften Platz im Parallel-Weltcup und den neunten Platz im Parallel-Riesenslalom-Weltcup.
Beim im Rahmen der Olympischen Winterspiele 2018 ausgetragenen Parallel-Riesenslalom ging sie am 24. Februar in Pyeongchang für die Schweiz an den Start, konnte das Rennen aber nicht beenden. Ende März 2018 wurde sie wie im Vorjahr Schweizer Meisterin im Parallel-Riesenslalom. Im August 2018 stürzte sie bei einer Rennradtour in der Abfahrt vom Gotthardpass und zog sich Verletzungen im Beckenbereich zu. In der Saison 2018/19 fuhr sie im Weltcup fünfmal unter die ersten zehn, darunter Platz drei im Parallelslalom in Winterberg, und errang damit den sechsten Platz im Parallelslalom-Weltcup. Bei den Weltmeisterschaften 2019 in Park City holte sie die Bronzemedaille im Parallel-Riesenslalom. Nach Platz drei im Parallelslalom und Rang zwei im Parallel-Riesenslalom in Bannoye (Baschkortostan) zu Beginn der Saison 2019/20 kam sie siebenmal unter die ersten zehn, darunter Platz drei im Parallel-Riesenslalom in Pyeongchang, und errang damit jeweils den vierten Platz im Parallel- und im Parallelslalom-Weltcup und den dritten Platz im Parallel-Riesenslalom-Weltcup. In der Saison 2020/21 belegte sie den sechsten Platz im Parallelweltcup und bei den Snowboard-Weltmeisterschaften 2021 in Rogla den 17. Platz im Parallelslalom und den 12. Rang im Parallel-Riesenslalom. In der folgenden Saison erreichte sie mit acht Top-Zehn-Ergebnissen, darunter zwei dritte Plätze erneut den sechsten Platz im Parallelweltcup. Beim Saisonhöhepunkt, den Olympischen Winterspielen 2022 in Peking, errang sie den 17. Platz im Parallel-Riesenslalom.
Jenny nahm bisher an 102 Weltcuprennen teil und kam dabei 42 Mal unter die ersten zehn (Stand: Saisonende 2021/22). Sie ist seit August 2024 mit dem Snowboarder Dario Caviezel verheiratet.

## Erfolge

### Teilnahmen an Weltmeisterschaften und Olympischen Winterspielen

#### Olympische Winterspiele
- 2014 Sotschi: 14. Platz Parallel-Riesenslalom, 24. Platz Parallelslalom
- 2018 Pyeongchang: 13. Platz Parallel-Riesenslalom
- 2022 Peking: 17. Platz Parallel-Riesenslalom

#### Snowboard-Weltmeisterschaften
- 2015 Kreischberg: 19. Platz Parallelslalom, 24. Platz Parallel-Riesenslalom
- 2017 Sierra Nevada: 17. Platz Parallel-Riesenslalom, 33. Platz Parallelslalom
- 2019 Park City: 3. Platz Parallel-Riesenslalom, 13. Platz Parallelslalom
- 2021 Rogla: 12. Platz Parallel-Riesenslalom, 17. Platz Parallelslalom
- 2023 Bakuriani: 2. Platz Parallelslalom, 9. Platz Parallelslalom Team, 11. Platz Parallel-Riesenslalom
- 2025 Engadin: 4. Platz Parallel-Riesenslalom, 19. Platz Parallelslalom

### Weltcupsiege und Weltcup-Gesamtplatzierungen

#### Weltcupsiege im Einzel
| Nr. | Datum           | Ort           | Disziplin             |
| --- | --------------- | ------------- | --------------------- |
| 1.  | 26. Januar 2023 | Blue Mountain | Parallel-Riesenslalom |

#### Weltcupsiege im Team
| Nr. | Datum             | Ort          | Disziplin      |
| --- | ----------------- | ------------ | -------------- |
| 1.  | 10. Dezember 2022 | Winterberg 1 | Parallelslalom |

#### Weltcup-Gesamtplatzierungen
| Saison  | Parallel | Parallel | Parallel-Riesenslalom | Parallel-Riesenslalom | Parallelslalom | Parallelslalom |
| Saison  | Punkte   | Platz    | Punkte                | Platz                 | Punkte         | Platz          |
| ------- | -------- | -------- | --------------------- | --------------------- | -------------- | -------------- |
| 2009/10 | 346      | 37.      | -                     | -                     | -              | -              |
| 2010/11 | 108      | 45.      | -                     | -                     | -              | -              |
| 2011/12 | 315      | 38.      | -                     | -                     | -              | -              |
| 2012/13 | 233      | 39.      | 114                   | 40.                   | 119            | 33.            |
| 2013/14 | 807      | 19.      | 97                    | 35.                   | 710            | 11.            |
| 2014/15 | 1290     | 19.      | 320                   | 28.                   | 970            | 13.            |
| 2015/16 | 3130     | 4.       | 1310                  | 4.                    | 1820           | 4.             |
| 2016/17 | 1870     | 16.      | 1420                  | 14.                   | 450            | 18.            |
| 2017/18 | 2968     | 12.      | 2658                  | 9.                    | 310            | 23.            |
| 2018/19 | 2463     | 14.      | 1003                  | 19.                   | 1460           | 6.             |
| 2019/20 | 4570     | 4.       | 3070                  | 3.                    | 1500           | 4.             |
| 2020/21 | 267      | 6.       | 76                    | 14.                   | 161            | 6.             |
| 2021/22 | 362      | 6.       | 251                   | 4.                    | 111            | 8.             |
| 2022/23 | 416      | 6.       | 261                   | 3.                    | 155            | 8.             |
| 2023/24 | 339      | 10.      | 222                   | 10.                   | 117            | 12.            |
| 2024/25 | 352      | 13.      | 294                   | 12.                   | 58             | 18.            |